# Wij Zijn Moe(dig)
We Zijn Moe, ook wel Wij Zijn Moe-dig genoemd, is een initiatiefgroep in Suriname. De groep werd in 2015 opgericht door Curtis Hofwijks en Stephano Biervliet om protest tegen het beleid van de regering Bouterse te coördineren.

## Geschiedenis

### Dagelijks protest
We Zijn Moe begon met twee kleine, afzonderlijke protesten in Paramaribo tegen de slechte financiële situatie in Suriname. Het eerste protest werd op vrijdagmorgen 21 november 2015 gestart door Curtis Hofwijks. Hierbij ging het om een eenmansprotest tegen het beleid van de regering Bouterse. Het tweede protest begon later die dag door Stephano Biervliet bij De Nationale Assemblée. Hij werd daarbij gesteund door enkele familieleden en gaandeweg sloten zich meer mensen aan bij dit protest. Hij zette het protest de dag erna voort.
Op 24 november bundelden Hofwijks en Biervliet de krachten met de oprichting van de initiatiefgroep Wij Zijn Moe. Het doel van de beweging is om het groeiende verzet tegen het regeringsbeleid te coördineren. De protesten ontstonden omdat Surinamers het hoofd steeds moeilijker boven water kunnen houden. Er waren toen prijsverhogingen van water, elektriciteit en brandstof. Verder speelden de prijsstijgingen door de devaluatie van de Surinaamse dollar. Daarnaast verzet de groep zich tegen de corruptie in de Surinaamse politiek. Vakbonden en ondernemers werden opgeroepen om het protest te steunen en toe te staan dat werknemers zich elke dag een uur bij het protest aan de Waterkant aan zouden sluiten. Het aantal demonstraten bleef dagelijks beperkt, tot circa vijftig. Op Srefidensi Dey (25 november) na werd er sindsdien elke dag gedemonstreerd. Het dagelijkse protest hield 26 dagen stand, tot 16 december. Gesprekken over de acties werden tot in De Nationale Assemblée gevoerd.
Moe staat voor moe van de corruptie en moe van de regering Bouterse. Bouterse reageerde tijdens een partijbijeenkomst dat demonstranten moeten gaan slapen als ze moe zijn. Hofwijks herinnerde Bouterse hier in februari 2020 aan, nadat de president en zijn vrouw in slaap waren gevallen tijdens een NDP-bijkomst in Ocer.

### Vervolgprotesten

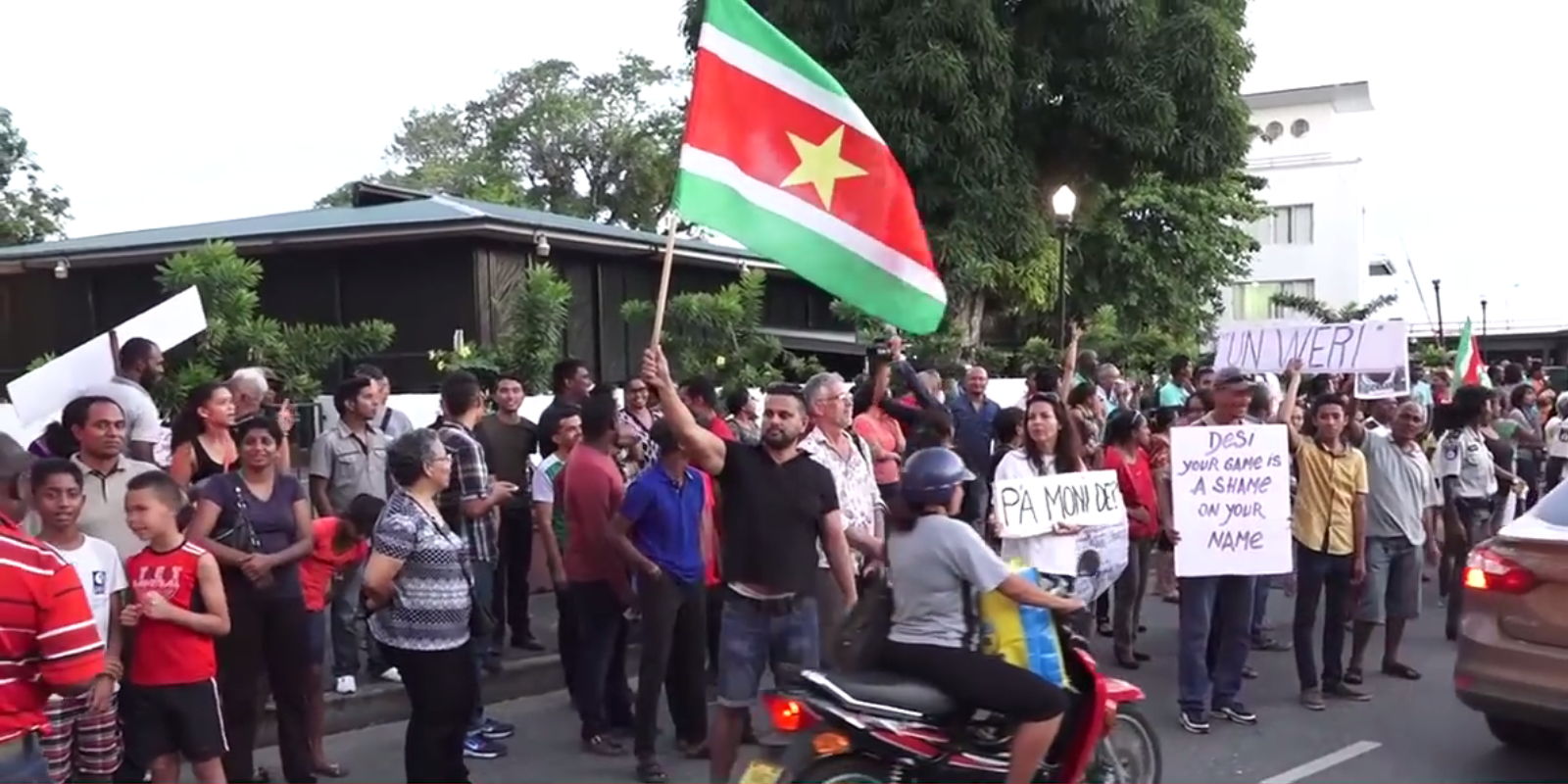
Protest op 16 april 2016

De leidende personen van het eerste uur waren, naast Hofwijks en Biervliet, Bryan Boerleider, Harold Cabenda, Alfredo Luitjes en Roy Pahladsingh, met op de achtergrond ondersteuning van Jennifer Wong Swie San. Niet betrokken bij de organisatie, maar in het oog springend tijdens deze aprilmaand, was de NDP'er Siebrano Piqué, die de wakamans vertegenwoordigde.
Op 25 november 2016 ontstonden hiernaast de protesten van Xaviera Jessurun onder de naam Next Generation. Hierbij was Wij Zijn Moe aanvankelijk nog niet betrokken, omdat het Hofwijks niet lukte om het pas opgerichte Burgercollectief over te halen om mee te demonstreren. In 2017 haakte hij wel aan bij de protesten waartoe Maisha Neus opriep via Facebook. De demonstratie werd op 6 april 2017 gehouden onder de naam Alles Plat. Dankzij de betrokkenheid van de vakbonden en bedrijven zag het plein zwart van de demonstranten. Dat er daardoor ook mensen met smet of politiek verleden aan meededen, was voor Neus kortstondig reden om zich terug te trekken uit de beweging. Later nam ze weer volledig deel aan de protesten en het werk in de wijken om mensen aan de protestbeweging te binden.

### Grillige momenten

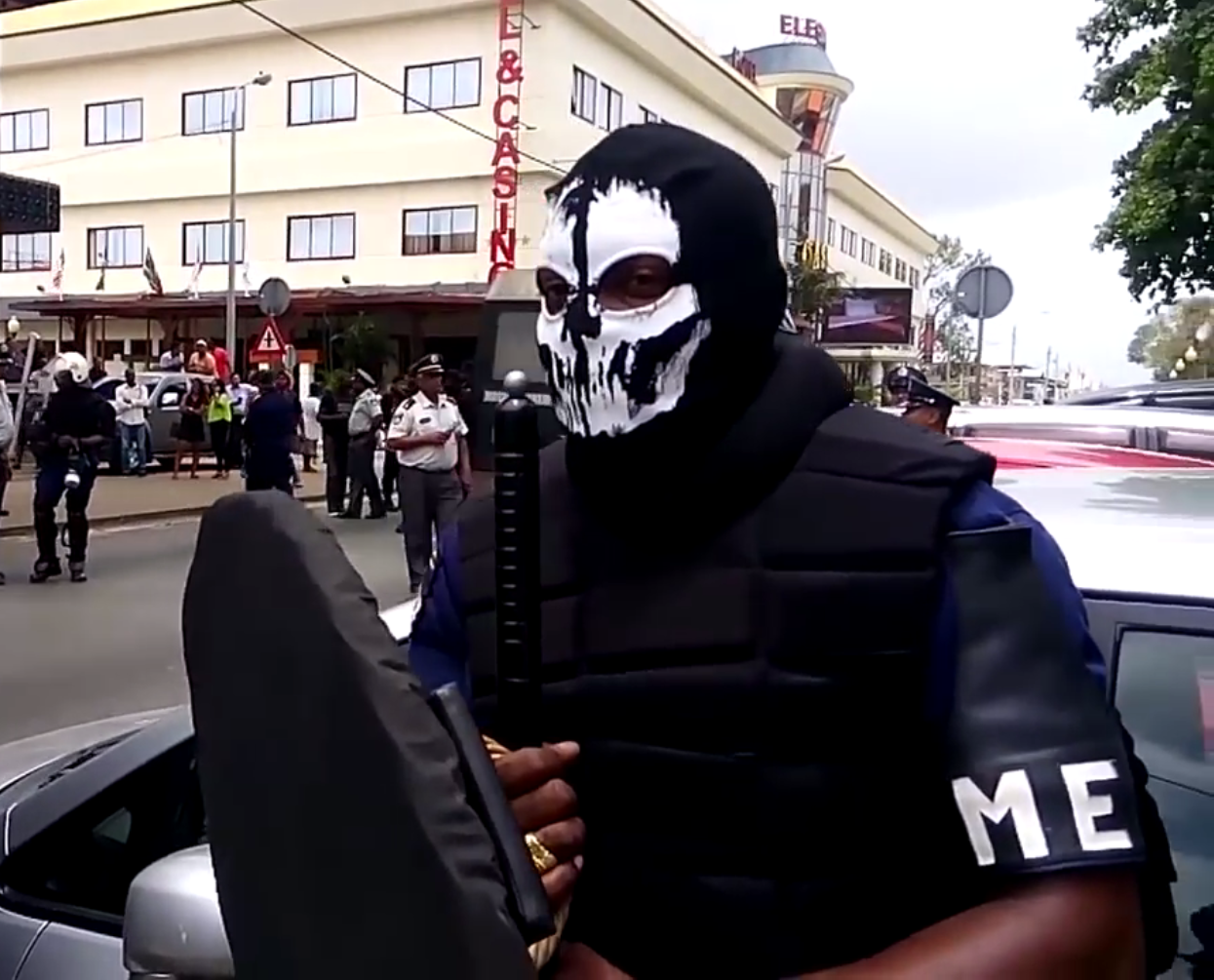
Gemaskerde ME-agent, 18 april 2017

Begin april 2017 was er een incident met een auto die inreed op de demonstranten. Hierbij raakte een deelneemster aan het protest gewond.
Tijdens de demonstratie van 18 april werd Hofwijks korte tijd opgepakt, evenals Bryan Boerleider, vakbondsleider Wilgo Valies en een burger. Ondanks de vreedzame demonstratie gebruikte de Mobiele Eenheid – zwaar bewapend en sommigen gekleed met bivakmutsen of een masker – bruut geweld. Nadat de beelden de politieagent met een doodseskadermasker viraal waren gegaan, verklaarde politiecommissaris Inder Jangbahadoer hier de agent op te hebben aangesproken. Voor de minister van Justitie en Politie en vertrouweling van Bouterse, Eugène van der San, stapelde zich hierbij op dat hij de oppositie in DNA uitmaakte voor koeien- en geitendieven. In juni, twee maanden na zijn aantreden, werd hij uit zijn functie gezet.

### STREI! en PRO
Begin 2018 kwamen uit Wij Zijn Moe twee politieke partijen voort die beide voorhebben om mee te doen aan de verkiezingen van 2020.
Eind januari 2018 was dat STREI! onder leiding van Maisha Neus, omdat ze van mening is dat demonstraties alleen onvoldoende zijn om de nodige verandering in Suriname te kunnen brengen. Ze is met haar partij actief verzet blijven leveren tegen de regering, onder meer met een strafaanklacht hetzelfde jaar tegen de minister van Financiën, Gillmore Hoefdraad, vanwege het schenden en afdekken van de overschrijding van het staatsschuldplafond. Deze zaak loopt in februari 2020 nog bij het Hof van Justitie.
Als tweede politieke partij volgde de oprichting van de Partij voor Recht en Ontwikkeling (PRO) in maart. Aan de leiding staan twee advocaten: Gerold Sewcharan en Joan Nibte. Sewcharan werd bekend vanwege stukken in de media en Nibte was toezichthouder voor het Centraal Hoofdstembureau tijdens de voorgaande drie verkiezingen. Verder bestaat het bestuur uit Curtis Hofwijks, Bryan Boerleider, Jennifer Wong Swie San, Benito Pick en Antoon Karg.

### Protesten in 2020

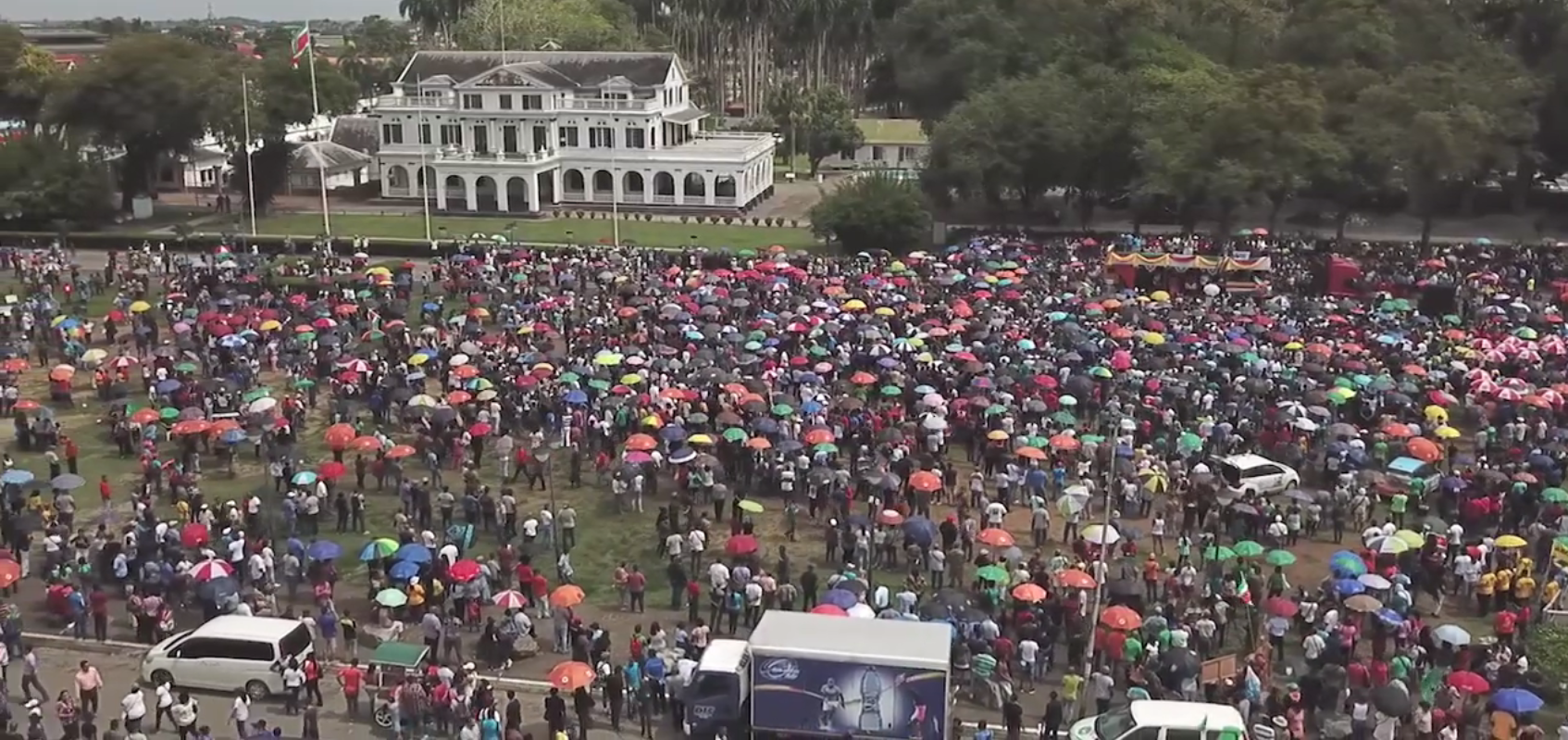
Protest op 17 februari 2020

In februari 2020 werd bekend dat de regering rond de 100 miljoen Amerikaanse dollar van de kasreserve van de Centrale Bank van Suriname had opgemaakt aan interventies op de valutamarkt en de import van consumptiegoederen. Het ging bij elkaar om bijna een kwart van de gehele bankreserve. De oppositie en de vakbonden reageerden geschokt, omdat dit geld door burgers en private partijen aan de banken was toevertrouwd. De verdwijning van het geld werd door oppositielid Edward Belfort (ABOP) gekenschetst als de Grootste bankroof aller tijden in Suriname.
De oppositie bleef volgens Stephano Biervliet "doodstil", terwijl actie naar zijn mening niet kon uitblijven. Hij besloot hierdoor op persoonlijke titel een protestmanifestatie te organiseren die op 17 februari uitgroeide tot een van de grootste protesten tijdens de regering-Bouterse II. Hierna organiseerde Biervliet een protest op 6 maart waarbij hij zich richtte op jongeren en senioren. Voor april wil Biervliet een massaprotest bij De Nationale Assemblée organiseren waaraan meerdere organisaties deelnemen.